# Адаптивна радиация
Адаптивна радиация представлява рязко увеличаване на таксономичното или морфологичното разнообразие при едно-единствено еволюционно разклонение, в което протича бързо видообразуване, обусловено от адаптивни промени или наличие на свободни екологични ниши. Наблюдава се адаптация на фенотиповете към условията на околната среда и възникване на нови и полезни белези. В резултат на това адаптивната радиация е еволюционен процес, в който основна роля играе естественият подбор.